# Yejiao
Yejiao (kinesiska: 野角, 野角乡) är en socken i Kina. Den ligger i provinsen Guizhou, i den sydvästra delen av landet, omkring 170 kilometer nordväst om provinshuvudstaden Guiyang. Antalet invånare är 16787. Befolkningen består av 8 047 kvinnor och 8 740 män. Barn under 15 år utgör 34 %, vuxna 15-64 år 57 %, och äldre över 65 år 7,0 %.